# Taux moyen de rendement des obligations des sociétés privées
Le taux moyen de rendement des obligations des sociétés privées (TMOP), ou taux moyen de rendement des obligations (TMO), est un taux minimum de rémunération prévu par la réglementation française.

## Définition
Il constitue, en France, le taux minimum de rémunération pour :
- la rémunération des accords de participation. L'accord détermine l'affectation des sommes issues de la participation ;
- l'acquisition d’actions de l’entreprise ;
- le compte courant d'associés bloqué dans l’entreprise ;
- l'acquisition de titres de Société d'investissement à capital variable (Sicav) ;
- l'acquisition de parts de fonds communs de placement d’entreprise ;
- le plan d'épargne entreprise (PEE), plan d'épargne interentreprise (PEI) ou plan partenarial d’épargne salariale volontaire (PPESV) ;
- la souscription d’actions des sociétés créées par les salariés en vue de la reprise de leur entreprise[1].

Ce taux constitue également le taux plafond de rémunération des parts sociales susceptible d'être versés aux sociétaires des coopératives. Il est alors au plus égal à la moyenne, sur les trois années civiles précédant la date de l'assemblée générale, du taux moyen de rendement des obligations des sociétés privées, majorée de deux points.

## Historique des taux
- S2 2023 3,37 % ;
- S1 2023 3,14 % ;
- S2 2022 2,51 % ;
- S1 2022 1,325 % ;
- S2 2021 0,27 % ;
- S1 2021 0,20 % ;
- S2 2020 - 0,02 % ;
- S1 2020 0,20 % ;
- S2 2019 0,12 % ;
- S1 2019 0,62 % ;
- S2 2018 0,97 % ;
- S1 2018 1,04 % ;
- S2 2017 0,95 % ;
- S1 2017 1,15 % ;
- S2 2016 0,63 % ;
- S1 2016 0,80 % ;
- S2 2015 1,19 % ;
- S1 2015 0,96 % ;
- S2 2014 1,50 % ;
- S1 2014 2,28 % ;
- S2 2013 2,62 % ;
- S1 2013 2,30 % ;
- S2 2012 2,41 % ;
- S1 2012 3,15 % ;
- S2 2011 3,36 % ;
- S1 2011 3,80 % ;
- S2 2010 3,17 % ;
- S1 2010 3,59 % ;
- S2 2009 3,82 % ;
- S1 2009 3,97 % ;
- S2 2008 4,46 % ;
- S1 2008 4,54 % ;
- S2 2007 4,65 % ;
- S1 2007 4,47 % ;
- S2 2006 4,11 % ;
- S1 2006 4,00 % ;
- S2 2005 3,56 % ;
- S1 2005 3,79 % ;
- S2 2004 4,26 % ;
- S1 2004 4,47 % ;
- S2 2003 4,51 % ;
- S1 2003 4,29 % ;
- S2 2002 4,88 % ;
- S1 2002 5,40 % ;
- S2 2001 5,05 % ;
- S1 2001 5,37 %.

Le taux moyen de rendement des obligations des sociétés privées a évolué de 9,45% au premier semestre 1991 à 1,325% au premier semestre 2022. Depuis 2001, celui-ci est publié chaque semestre sur le site de la Direction générale du Trésor, après sa publication par décret au Journal officiel de la République française.